# Pana (Illinois)
Pana is een plaats (city) in de Amerikaanse staat Illinois, en valt bestuurlijk gezien onder Christian County.

## Demografie
Bij de volkstelling in 2000 werd het aantal inwoners vastgesteld op 5614. In 2006 is het aantal inwoners door het United States Census Bureau geschat op 5501, een daling van 113 (-2,0%).

## Geografie
Volgens het United States Census Bureau beslaat de plaats een oppervlakte van 6,9 km², geheel bestaande uit land. Pana ligt op ongeveer 202 m boven zeeniveau.

## Plaatsen in de nabije omgeving
De onderstaande figuur toont nabijgelegen plaatsen in een straal van 16 km rond Pana.